# William Philo
William Philo (17. februar 1882 - 7. juli 1916) var en britisk bokser som deltog i OL 1908 i London.
Philo vandt en bronzemedalje i boksning under OL 1908 i London. Han kom på en tredjeplads i vægtklassen, mellemvægt.
Han blev dræbt i Slaget ved Somme under 1. verdenskrig.